# MIDP
MIDP (Mobile Information Devise Profile) er en nedgraderet version af Java. MIDP er lavet til at kunne udvikle Java-applikationer på mobile enheder såsom mobiltelefoner og PDA'er.
I MIDP er Java-syntaksen den samme, men mange af de oprindelige biblioteker er enten fjernet eller ændret til at passe bedre til de mobile enheder. MIDP er lavet, fordi man ikke har brug for de store brugerflader og grafiske opløsninger, da de mobile enheders computer er væsentlig langsommere end computeres.
| Software | Spire Denne artikel om software og programmering er en spire som bør udbygges. Du er velkommen til at hjælpe Wikipedia ved at udvide den. |